# J·吉尔斯乐队
J·吉尔斯乐队（The J. Geils Band）是一支于1967年在美国马萨诸塞州的伍斯特组建的摇滚乐队，领导者为乐队的吉他手约翰·吉尔斯（J. Geils）
乐队于1970年代主要演奏受R&B影响的蓝调摇滚，之后于1980年代转向新浪潮风格。自从1985年乐队首次解散之后，有过数次的重组。
J·吉尔斯乐队最成功的单曲是《插页女郎》（Centerfold），该热门单曲于1982年年初在美国国内排行榜获得第一名。